# Vim
Vim (транскр.  Вим; Vi IMproved - побољшани Vi) је унапријеђени клон текстуалног уређивача ви. Вим је дизајниран за употребу и преко интерфејса командне линије и као самостална апликација у графичком корисничком интерфејсу. Вим је слободни и софтвер отвореног изворног кода, а издаје се под лиценцом која садржи неке клаузуле које подстичу кориснике који уживају у софтверу да размотре донацију дјеци у Уганди. Лиценца је компатибилна са ГНУ-овом општом јавном лиценцом путем посебне клаузуле која омогућава дистрибуцију модификованих копија „под ГНУ ГПЛ верзијом 2 или било којом каснијом верзијом“.
Од првог издања за Амигу, међуплатформски развој је Вим начинио доступним за многе друге системе. Вим је 2006. године изабран за најпопуларнији уређивач међу читаоцима магазина Linux Journal; 2015. године, истраживање међу програмерима на сајту Stack Overflow открило је да је то трећи најпопуларнији уређивач текста, и пето најпопуларније развојно окружење у 2019.

## Историја
Вимов претходник, уређивач Stevie, створио је Тим Томпсон за Атари СТ 1987. године, а даље су га развили Тони Ендруз  и Г.Р. (Фред) Волтер.
Ослањајући се на уређивач Stevie, Брам Моленар је почео да ради на Виму за рачунар Амига 1988. године, а први пут је јавно издат 1991. године (Vim v1.14).     
У вријеме првог објављивања, назив Vim био је скраћеница за Vi IMitation (Имитација Vi-ја), али то се промијенило у Vi IMproved (Побољшани Vi) крајем 1993. године.
| Историја издавања |         |
| --- | ------- |
| \| Датум \| Верзија \| \| ------------------ \| ----------- \| \| Јун 1987 \| N/A \| \| Јун 1988 \| N/A \| \| 1988 \| 1.0 \| \| 2. новембар 1991 \| 1.14[16] \| \| 1992 \| 1.22[16] \| \| 14. децембар 1993 \| 2.0[17] \| \| 12. август 1994 \| 3.0[16] \| \| 29. мај 1996 \| 4.0[16][18] \| \| 19. фебруар 1998 \| 5.0[16][19] \| \| 6. август 1998 \| 5.1 \| \| 27. април 1998 \| 5.2 \| \| 31. август 1998 \| 5.3 \| \| 25. јул 1999 \| 5.4 \| \| 19. септембар 1999 \| 5.5 \| \| 16. јануар 2000 \| 5.6 \| \| 24. јун 2000 \| 5.7 \| \| 31. мај 2001 \| 5.8 \| \| 26. септембар 2001 \| 6.0[16][20] \| \| 24. март 2002 \| 6.1 \| \| 1. јун 2003 \| 6.2 \| \| 7. јун 2004 \| 6.3 \| \| 15. октобар 2005 \| 6.4 \| \| 7. мај 2006 \| 7.0[21] \| \| 12. мај 2007 \| 7.1 \| \| 9. август 2008 \| 7.2[22] \| \| 15. август 2010 \| 7.3 \| \| 10. август 2013 \| 7.4[23] \| \| 12. септембар 2016 \| 8.0[24] \| \| 18. мај 2018 \| 8.1[25] \| \| 13. децембар 2019 \| 8.2[26] \| |         |
| Датум | Верзија |
| Јун 1987 | N/A     |
| Јун 1988 | N/A     |
| 1988 | 1.0     |
| 2. новембар 1991 | 1.14    |
| 1992 | 1.22    |
| 14. децембар 1993 | 2.0     |
| 12. август 1994 | 3.0     |
| 29. мај 1996 | 4.0     |
| 19. фебруар 1998 | 5.0     |
| 6. август 1998 | 5.1     |
| 27. април 1998 | 5.2     |
| 31. август 1998 | 5.3     |
| 25. јул 1999 | 5.4     |
| 19. септембар 1999 | 5.5     |
| 16. јануар 2000 | 5.6     |
| 24. јун 2000 | 5.7     |
| 31. мај 2001 | 5.8     |
| 26. септембар 2001 | 6.0     |
| 24. март 2002 | 6.1     |
| 1. јун 2003 | 6.2     |
| 7. јун 2004 | 6.3     |
| 15. октобар 2005 | 6.4     |
| 7. мај 2006 | 7.0     |
| 12. мај 2007 | 7.1     |
| 9. август 2008 | 7.2     |
| 15. август 2010 | 7.3     |
| 10. август 2013 | 7.4     |
| 12. септембар 2016 | 8.0     |
| 18. мај 2018 | 8.1     |
| 13. децембар 2019 | 8.2     |

## Примјери
```
" Ovo je Hello World program u Vim skripti.

echo 
"Hello, world!"

" Ovo je jednostavna while petlja u Vim skripti.

let
 
i
 
=
 
1

while
 
i
 
<
 
5

 echo 
"count is"
 
i

 
let
 
i
 
+=
 
1

endwhile

unlet 
i

```